# Fernando Schweizer
Fernando Schweizer fue un médico argentino, una de las personalidades de la pediatría en ese país.

## Biografía
Schweizer nació en 1880. Recibido de médico ejerció la docencia universitaria y su profesión en la ciudad de La Plata.
Especializado en pediatría, el 16 de marzo de 1935 se convirtió en el primer profesor de la nueva cátedra de Medicina Infantil de la Universidad Nacional de La Plata.
Dictó su cátedra primero desde la Sala II del Hospital de Niños de La Plata y a partir de noviembre de 1942 desde las nuevas instalaciones de la Casa Cuna e Instituto de Puericultura (actual Hospital Noel Sbarra).
Ejerció la docencia hasta su muerte que tuvo lugar el 5 de enero de 1948.
En 1949 la Universidad Nacional de La Plata y la Provincia de Buenos Aires designaron con su nombre el Servicio de lactantes del Hospital de Niños de esa ciudad.
Un premio al mejor trabajo de Pediatría otorgado por el Ministerio de Salud de la Provincia de Buenos Aires lleva en su honor el nombre "Doctor Fernando Schweizer".